# Morganucodonta
Die Morganucodonta sind eine Gruppe ausgestorbener Säugetiervorfahren (Mammaliaformes), die in der Obertrias und im unteren Jura lebte.

## Beschreibung
Morganucodonta waren kleine (rund 10 bis 12 Zentimeter lange), äußerlich vermutlich spitzmausähnliche Tiere. Im Bau ihres Kiefergelenks zeigen sie Übergangsmerkmale zwischen den synapsiden Vorfahren der Säugetiere und den eigentlichen Säugern, so ist noch das primäre Kiefergelenk zwischen Os articulare und Os quadratum erkennbar. Wie heutige Säugetiere hatten sie aber schon vier unterschiedliche Zahntypen: Schneidezähne, Eckzähne, Prämolaren und Molaren. Die meist drei Molaren jeder Kieferhälfte wiesen jeweils drei scharfe Höcker auf, die Okklusion (der Kontakt der Zähne des Ober- und Unterkiefers) war gut ausgeprägt. Der Bau der Zähne lässt auf Insekten oder andere Kleintiere als Nahrung schließen.
Wie bei den heutigen Säugetieren und im Gegensatz zu älteren Formen wie Sinoconodon kam es zu einem einmaligen Zahnwechsel, wobei die Molaren erst beim bleibenden Gebiss erscheinen. Da dieser Zahnwechsel entwicklungsgeschichtlich mit dem Säugen in Verbindung gebracht wird, ist es denkbar, dass diese Tiere ihre Jungen säugten. Da jedoch von einer schrittweisen Evolution der Zitzen und des damit einhergehenden Saugverhaltens der Jungtiere über einen Zustand, wie wir ihn bei den Kloakentieren (Monotremata) finden, ausgegangen wird, bei dem zunächst nur Drüsenfelder ausgebildet sind, die von den aus dem Ei geschlüpften Jungtieren beleckt werden, ist im Falle des geschilderten Zahnwechsels der Morganucodonta auch die Möglichkeit zu berücksichtigen, dass der einmalige Zahnwechsel mit Molaren im bleibenden Gebiss evolutionsgeschichtlich auch in völlig anderem Zusammenhang stehen könnte.
Auch der übrige Körperbau stimmt weitgehend mit dem der Säugetiere überein, wenngleich sie im Bau der Halswirbel, des Schultergürtels und des Beckens noch einige Übergangsmerkmale aufweisen. Es dürfte sich bei ihnen um flinke, bodenbewohnende Tiere gehandelt haben.

## Entwicklungsgeschichte und äußere Systematik
Funde der Morganucodonta sind von der Obertrias bis in den unteren Jura (rund 210 bis 175 Millionen Jahre) bekannt. Fossilien wurden in Europa, Asien, dem südlichen Afrika und Nordamerika gefunden, was auf eine nahezu weltweite Verbreitung dieser Tiergruppe schließen lässt.
Sie werden zu einer Reihe von Tieren gezählt, die fortgeschrittene säugetierähnliche Merkmale aufweisen, sich aber in Details noch von den heutigen Säugern unterscheiden und darum als Mammaliaformes (Säugetierartige) oder als Mammalia sensu lato (im weiteren Sinn) zusammengefasst werden. Ob man sie bereits als Säugetier oder noch als Säugetiervorfahren bezeichnet, ist weitgehend Definitionsfrage. Verworfen ist hingegen eine Zugehörigkeit zu den Triconodonta, eine Säugetiergruppe, die durch dreihöckrige Molaren charakterisiert wurde, die sich aber als keine natürliche Gruppe herausgestellt hat.

## Innere Systematik
Die Morganucodonta werden in zwei Familien unterteilt, die Morganucodontidae und die Megazostrodontidae. Allerdings halten manche Forscher die Megazostrodontidae für näher mit den Docodonta als mit den Morganucodontidae verwandt.
Die bekannteste Gattung der Morganucodontidae ist Morganucodon (Synonym Eozostrodon), andere Gattungen sind Erythrotherium aus Südafrika, Hallautherium (benannt nach dem Fundort Hallau) und Helvetiodon aus Europa (Schweiz), Indotherium aus Indien sowie Brachyzostrodon und Wareolestes aus Westeuropa. (Die beiden letztgenannten Gattungen werden manchmal auch den Megazostrodontidae zugerechnet.)
Die Megazostrodontidae umfassen neben dem namensgebenden Megazostrodon noch Dinnetherium aus Arizona (USA) und Indozostrodon aus Indien.